# メルボルン (空母)
メルボルン（英語: HMAS Melbourne, R21）は、オーストラリア海軍の航空母艦。元はイギリス海軍のマジェスティック級航空母艦1番艦、マジェスティック（HMS Majestic, R77）であった。

## 艦歴
マジェスティックは1943年4月15日にバロー・イン・ファーネスのヴィッカース・アームストロング社で起工し、1945年2月28日に進水した。建造は1946年5月に中断されたが、1947年に姉妹艦のテリブル（HMS Terrible, R93）と共にオーストラリア海軍への売却が決定し、建造は1949年に再開した。
しかしながら、空母の最新技術であるアングルド・デッキ（5.5度）や蒸気カタパルトを導入したため、就役まで6年の作業を要した。1955年10月28日、トーマス・ホワイトオーストラリア総督の夫人によってメルボルンと改名され、オーストラリア海軍旗艦として就役した。また、1962年5月に親善訪問として日本の長崎、呉、神戸、横浜に寄航した経歴がある。
1964年2月10日午後9時頃（日本時間午後8時頃）、メルボルンはニューサウスウェールズ州沖合のジャーヴィス湾で公試中にデアリング級駆逐艦「ヴォイジャー」と衝突事故を起こす。この事故でヴォイジャーは約3時間後に沈没し、82名が死亡した。1969年6月3日には南シナ海においてアメリカ海軍アレン・M・サムナー級駆逐艦「フランク・E・エヴァンズ」と衝突事故を起こし、エヴァンズは艦首部分が切断、74名が死亡した。両方の事故とも、夜間にステーション任務にあったメルボルンの艦首を駆逐艦が横切ったために発生し、駆逐艦の操艦ミスが原因だったと考えられる。
メルボルンは1980年代初めに修理が必要となった。しかしながらオーストラリア政府は後継となる空母の取得を行うこととし、その過程でアメリカからエセックス級航空母艦や制海艦を購入することも検討したが、最終的にイギリスからインヴィンシブル級航空母艦の購入を決定した。メルボルンは1982年6月30日に解役され、シドニーで保管された。その後、1985年2月に中国造船連合公司に売却され、大連で解体された。
しかし、メルボルンは中国の空母研究に貢献したと疑われている。一説によると、中国に到着した時点で蒸気カタパルトなどの航空艤装はほとんど残ったままであり、中国人民解放軍海軍（中国海軍）がメルボルンから飛行甲板や航空艤装のほとんどを撤去して研究し、空母建造に用いたという。また、メルボルンは2002年まで完全には解体されず、飛行甲板のレプリカないしその実物が中国海軍の空母艦載機パイロットの訓練に用いられた他、メルボルンから回収された大量の装備品が、空母建造を提唱した劉華清が中国政府からの支持を取り付けるのに役立ったとされる。ただ、最初から中国海軍がメルボルンの買収を検討していたのか、それとも単に状況を利用したのかについては、現在でも不明である。